# Sicilski limuni (1957.)
Sicilski limuni je hrvatska televizijska drama iz 1957. godine,  u režiji i prema scenariju Daniela Marušića. Riječ je o televizijskoj adaptaciji istoimene jednočinke talijanskog nobelovca Luigija Pirandella.
Drama je premijerno emitirana 8. prosinca 1957. na Televiziji Zagreb.

## Glumačka postava
- Vanja Drach kao Micuccio Bonavino, svirač
- Ljubica Mikuličić kao Sina Marnis, pjevačica
- Ljubica Dragić-Stipanović kao Marta Marnis, njezina majka

## Produkcija
Televizijska verzija drame temelji se na kazališnoj predstavi Zagrebačkog dramskog kazališta (današnja Gavella) iz 1955., koju je režirao Kosta Spaić uz scenografiju Ede Murtića. Za televizijsku adaptaciju korištena je nova scenografija Miše Račića, prilagođena tehničkim i vizualnim zahtjevima TV studija.
Ulogu Micuccija Bonavine tumačio je Vanja Drach, koji je u televizijskoj izvedbi zamijenio Peru Kvrgića iz kazališne verzije. Ostale uloge tumačile su Ljubica Mikuličić i Ljubica Dragić-Stipanović, koje su nastupile i u kazališnoj postavi.

## Vanjske poveznice
- Sicilski limuni u internetskoj bazi filmova IMDb-a